# Battaglia di Bantam
La battaglia di Bantam fu uno scontro navale che ebbe luogo il 27 dicembre 1601 nella Baia di Bantam, 
in Indonesia, dove la flotta esploratrice olandese di 6 navi al comando di Walter Harmensz si scontrò con quella di Andrea Furtado de Mendoça, inviata da Goa dalle autorità portoghesi per restaurare il potere lusitano nell'area. I portoghesi, dopo lo scontro, vennero costretti alla resa. I Paesi Bassi riuscirono a catturare tre navi nemiche oltre ad assicurarsi la vittoria nello scontro.

## Navi coinvolte
- Paesi Bassi
  - Gelderland
  - Zeelandia (Jan Cornelisz)
  - Utrecht
  - Wachter (yacht)
  - Duyfken (yacht)
- Portogallo (40 vascelli in totale)
  - 8 galeoni
  - Diverse fuste (galee) - 3 delle quali catturate dagli olandesi